# Mampong Municipal
Mampong Municipal (poprzednio Sekyere West) jest dystryktem w Regionie Ashanti w Ghanie, zajmuje powierzchnię 2,345 km², populacja w roku 2000 wynosiła 143,206 mieszkańców, stolicą dystryktu jest Mampong.